# ابن لالي بالي
ابن لالي بالي (934 - 992 هـ / 1527 - 1584 م) هو مؤرخ، من علماء الدولة العثمانية.
هو علي بن لالي بالي بن محمد، وشهرته منق. دفن بمدينة مرعش. من آثاره: «العقد المنظوم في ذكر أفاضل الروم» و هو ذيل للشقائق النعمانية لطاشكبري زاده، و «خير الكلام في التقصي عن أغلاط العوام» (طُبع في بيروت بتحقيق من حاتم صالح الضامن 1405 هـ / 1985 م) و «نادرة الزمن في تاريخ اليمن» جاء ذكره في كشف الظنون.